# Danh sách cầu thủ tham dự giải vô địch bóng đá U-20 Nam Mỹ 2009
Đây là danh sách các đội hình tham dự Giải vô địch bóng đá trẻ Nam Mỹ 2009 ở Venezuela.

## Argentina
Huấn luyện viên: Sergio Batista 

| Số | VT | Cầu thủ            | Ngày sinh (tuổi)            | Trận | Bàn | Câu lạc bộ           |
| -- | -- | ------------------ | --------------------------- | ---- | --- | -------------------- |
| 1  | TM | Luis Ojeda         | 21 tháng 3, 1990 (18 tuổi)  | 1    | 0   | Unión de Santa Fe    |
| 2  | HV | Fernando Tobio     | 18 tháng 10, 1989 (19 tuổi) | 1    | 0   | Vélez Sársfield      |
| 3  | HV | Emiliano Insúa     | 7 tháng 1, 1989 (20 tuổi)   | 16   | 0   | Liverpool            |
| 4  | HV | Fernando Meza      | 21 tháng 3, 1990 (18 tuổi)  | 1    | 0   | San Lorenzo          |
| 5  | TV | Exequiel Benavídez | 5 tháng 3, 1989 (19 tuổi)   | 1    | 0   | Boca Juniors         |
| 6  | HV | Federico Fernández | 21 tháng 2, 1989 (19 tuổi)  | 0    | 0   | Estudiantes La Plata |
| 7  | TV | Eduardo Salvio     | 13 tháng 5, 1990 (18 tuổi)  | 1    | 1   | Lanús                |
| 8  | TV | Franco Zuculini    | 5 tháng 9, 1990 (18 tuổi)   | 0    | 0   | Racing Club          |
| 9  | TĐ | Juan Neira         | 21 tháng 2, 1989 (19 tuổi)  | 1    | 0   | Gimnasia La Plata    |
| 10 | TV | Damián Lizio       | 30 tháng 6, 1989 (19 tuổi)  | 0    | 0   | River Plate          |
| 11 | TĐ | Jonathan Cristaldo | 5 tháng 3, 1989 (19 tuổi)   | 1    | 0   | Vélez Sársfield      |
| 12 | TM | Diego Rodríguez    | 25 tháng 6, 1989 (19 tuổi)  | 0    | 0   | Independiente        |
| 13 | HV | Julián Fernández   | 18 tháng 7, 1989 (19 tuổi)  | 1    | 0   | Atlético Rafaela     |
| 14 | HV | Maximiliano Oliva  | 24 tháng 3, 1990 (18 tuổi)  | 0    | 0   | Tigre                |
| 15 | TĐ | Andrés Ríos        | 1 tháng 8, 1989 (19 tuổi)   | 1    | 0   | River Plate          |
| 16 | TV | Marcelo Benítez    | 29 tháng 5, 1989 (19 tuổi)  | 1    | 0   | Lanús                |
| 17 | TV | Cristian Gaitán    | 15 tháng 1, 1990 (19 tuổi)  | 0    | 0   | Estudiantes La Plata |
| 18 | TV | Leandro Velázquez  | 10 tháng 5, 1989 (19 tuổi)  | 1    | 0   | Vélez Sársfield      |
| 19 | TV | Iván Bella         | 13 tháng 9, 1989 (19 tuổi)  | 1    | 0   | Vélez Sársfield      |
| 20 | TĐ | Andrés Romero      | 21 tháng 12, 1989 (19 tuổi) | 1    | 0   | Argentinos Juniors   |

## Bolivia
Huấn luyện viên: Oscar Villegas 
| Số | VT | Cầu thủ            | Ngày sinh (tuổi)            | Trận | Bàn | Câu lạc bộ             |
| -- | -- | ------------------ | --------------------------- | ---- | --- | ---------------------- |
| 1  | TM | Alex Arancibia     | 28 tháng 1, 1990 (18 tuổi)  |      |     | Oriente Petrolero      |
| 2  | HV | Jorge Toco         | 13 tháng 1, 1992 (17 tuổi)  |      |     | Universitario de Sucre |
| 3  | HV | Alejandro Méndez   | 11 tháng 1, 1992 (17 tuổi)  |      |     | Callejas               |
| 4  | HV | Ricardo Verdúguez  | 28 tháng 7, 1989 (19 tuổi)  |      |     | Blooming               |
| 5  | HV | Ronald Suárez      | 5 tháng 12, 1990 (18 tuổi)  |      |     | Universidad de Chile   |
| 6  | TV | Amílcar Sánchez    | 23 tháng 1, 1991 (17 tuổi)  |      |     | Jorge Wilstermann      |
| 7  | HV | Eliseo Duri        | 16 tháng 10, 1990 (18 tuổi) |      |     | The Strongest          |
| 8  | TV | Ronald Rea         | 29 tháng 3, 1989 (19 tuổi)  |      |     | Oriente Petrolero      |
| 9  | TĐ | Jehanamed Castedo  | 4 tháng 4, 1990 (18 tuổi)   |      |     | Real Mamoré            |
| 10 | TĐ | Samuel Galindo     | 18 tháng 4, 1992 (16 tuổi)  |      |     | Real América           |
| 11 | TĐ | Alcides Peña       | 14 tháng 1, 1989 (20 tuổi)  |      |     | Oriente Petrolero      |
| 12 | TM | Pedro Lisquiño     | 4 tháng 8, 1992 (16 tuổi)   |      |     | Callejas               |
| 13 | TV | Axel Bejarano      | 27 tháng 11, 1989 (19 tuổi) |      |     | Universitario de Sucre |
| 14 | TV | Nicolás Tudor      | 4 tháng 5, 1990 (18 tuổi)   |      |     | Universitario de Sucre |
| 15 | TV | Diego Suárez       | 7 tháng 10, 1992 (16 tuổi)  |      |     | Dynamo Kyiv            |
| 16 | HV | Rudy Cardozo       | 14 tháng 2, 1990 (18 tuổi)  |      |     | Ironi Ramat            |
| 17 | TĐ | Sebastián Molina   | 20 tháng 11, 1990 (18 tuổi) |      |     | Guabirá                |
| 18 | TV | Jorge González     | 15 tháng 1, 1990 (19 tuổi)  |      |     | Blooming               |
| 19 | TĐ | Vladimir Castellón | 12 tháng 8, 1989 (19 tuổi)  |      |     | Aurora                 |
| 20 | TV | Fernando Saucedo   | 15 tháng 3, 1990 (18 tuổi)  |      |     | Oriente Petrolero      |

## Brasil
Huấn luyện viên: Nélson Rodrigues 
| Số | VT | Cầu thủ         | Ngày sinh (tuổi)            | Trận | Bàn | Câu lạc bộ       |
| -- | -- | --------------- | --------------------------- | ---- | --- | ---------------- |
| 1  | TM | Renan Ribeiro   | 23 tháng 3, 1990 (18 tuổi)  |      |     | Atlético Mineiro |
| 2  | HV | Patric          | 25 tháng 3, 1989 (19 tuổi)  |      |     | Criciúma         |
| 3  | HV | Welinton        | 10 tháng 4, 1989 (19 tuổi)  |      |     | Flamengo         |
| 4  | HV | Rafael Tolói    | 10 tháng 10, 1990 (18 tuổi) |      |     | Goiás            |
| 5  | TV | Sandro          | 15 tháng 3, 1989 (19 tuổi)  |      |     | Internacional    |
| 6  | HV | Everton Ribeiro | 10 tháng 4, 1989 (19 tuổi)  |      |     | São Caetano      |
| 7  | TV | Giuliano        | 31 tháng 5, 1990 (18 tuổi)  |      |     | Paraná           |
| 8  | TĐ | Douglas Costa   | 14 tháng 9, 1990 (18 tuổi)  |      |     | Grêmio           |
| 9  | TĐ | Walter          | 22 tháng 7, 1989 (19 tuổi)  |      |     | Internacional    |
| 10 | TĐ | Renan Oliveira  | 29 tháng 12, 1989 (19 tuổi) |      |     | Atlético Mineiro |
| 11 | TĐ | Dentinho        | 19 tháng 1, 1989 (20 tuổi)  |      |     | Corinthians      |
| 12 | TM | Rafael Pires    | 23 tháng 6, 1989 (19 tuổi)  |      |     | Cruzeiro         |
| 13 | HV | Leandro Silva   | 11 tháng 1, 1989 (20 tuổi)  |      |     | Coritiba         |
| 14 | HV | Dalton          | 5 tháng 2, 1990 (18 tuổi)   |      |     | Fluminense       |
| 15 | HV | Douglas         | 6 tháng 8, 1990 (18 tuổi)   |      |     | Goiás            |
| 16 | HV | Diogo Silvestre | 30 tháng 12, 1989 (19 tuổi) |      |     | São Paulo        |
| 17 | TV | Zé Eduardo      | 16 tháng 8, 1991 (17 tuổi)  |      |     | Cruzeiro         |
| 18 | TV | Maylson         | 6 tháng 3, 1989 (19 tuổi)   |      |     | Grêmio           |
| 19 | TV | Tales           | 20 tháng 1, 1990 (18 tuổi)  |      |     | Internacional    |
| 20 | TĐ | Alan Kardec     | 12 tháng 1, 1989 (20 tuổi)  |      |     | Vasco da Gama    |

## Chile
Huấn luyện viên: Ivo Basay 
| #  | Name                 | Pos | DOB      | Club                                |
| -- | -------------------- | --- | -------- | ----------------------------------- |
| 1  | Gregory Saavedra     | GK  | 11.02.89 | Unión Española                      |
| 2  | Paulo Magalhães      | DF  | 14.12.89 | Cobreloa                            |
| 3  | Carlos Labrín        | DF  | 02.12.90 | Huachipato                          |
| 4  | Bruno Romo           | DF  | 20.05.89 | Colo-Colo                           |
| 5  | Bastián Arce         | DF  | 17.08.89 | Colo-Colo                           |
| 6  | Alfonso Parot        | DF  | 15.10.89 | Club Deportivo Universidad Católica |
| 7  | Raúl Gutiérrez       | FW  | 04.10.89 | Everton                             |
| 8  | Ariel Salinas        | MF  | 09.03.89 | Colo-Colo                           |
| 9  | Mauricio Gómez       | FW  | 05.03.89 | U. de Chile                         |
| 10 | Francisco Pizarro    | FW  | 10.05.89 | Club Deportivo Universidad Católica |
| 11 | Boris Sagredo        | MF  | 21.03.89 | Colo-Colo                           |
| 12 | Fabián Cerda         | GK  | 07.02.89 | Club Deportivo Universidad Católica |
| 13 | Fabián Torres        | DF  | 27.04.89 | U. de Chile                         |
| 14 | Sebastián Barrientos | MF  | 20.01.89 | Club Deportivo Universidad Católica |
| 15 | Marco Medel          | MF  | 30.06.89 | Audax Italiano                      |
| 16 | Charles Aránguiz     | MF  | 17.04.89 | Cobreloa                            |
| 17 | Rafael Caroca        | MF  | 19.07.89 | Colo-Colo                           |
| 18 | David Llanos         | FW  | 27.07.89 | Huachipato                          |
| 19 | Esteban Sáez         | MF  | 06.01.89 | Palestino                           |
| 20 | Agustín Parra        | DF  | 10.06.89 | Santiago Wanderers                  |

## Colombia
Huấn luyện viên: José Hélmer Silva 

| Số | VT | Cầu thủ                          | Ngày sinh (tuổi)           | Trận | Bàn | Câu lạc bộ                     |
| -- | -- | -------------------------------- | -------------------------- | ---- | --- | ------------------------------ |
| 1  | TM | Andrés Felipe Mosquera Marmolejo | 9 tháng 10, 1991 (17 tuổi) | 1    | 0   | Corporación Bogotá             |
| 12 | TM | Camilo Vargas                    | 9 tháng 1, 1989 (20 tuổi)  | 1    | 0   | Club Santa Fe                  |
| 2  | HV | Ricardo Chará                    | 24 tháng 5, 1990 (18 tuổi) | 2    | 0   | Udinese                        |
| 3  | HV | Hernán Pertúz                    | 2 tháng 8, 1989 (19 tuổi)  | 1    | 0   | Independiente Medellín         |
| 5  | HV | Yamith Cuesta                    | 20 tháng 3, 1989 (19 tuổi) | 2    | 1   | Expreso Rojo                   |
| 11 | HV | Elkin Blanco                     | 27 tháng 7, 1988 (20 tuổi) | 3    | 0   | Once Caldas                    |
| 13 | HV | Elvis Perlaza                    | 6 tháng 2, 1989 (19 tuổi)  | 1    | 1   | Envigado                       |
| 17 | HV | Andrés Felipe Mosquera Guardia   | 20 tháng 2, 1990 (18 tuổi) | 0    | 0   | Independiente Medellín         |
| 4  | TV | Alex Díaz                        | 13 tháng 1, 1989 (20 tuổi) | 1    | 2   | Club Deportivo Los Millonarios |
| 6  | TV | Julián Guillermo                 | 17 tháng 5, 1988 (20 tuổi) | 0    | 0   | Cúcuta                         |
| 8  | TV | Dahwlim Leudo                    | 21 tháng 4, 1988 (20 tuổi) | 2    | 0   | La Equidad                     |
| 15 | TV | Mauricio Arroyo                  | 18 tháng 9, 1990 (18 tuổi) | 2    | 0   | Real Cartagena                 |
| 16 | TV | Miguel Julio                     | 13 tháng 4, 1989 (19 tuổi) | 2    | 0   | Independiente Medellín         |
| 18 | TV | Javier Reina                     | 4 tháng 1, 1989 (20 tuổi)  | 6    | 0   | Cruzeiro                       |
| 20 | TV | Víctor Ibarbo                    | 19 tháng 5, 1990 (18 tuổi) | 4    | 0   | Udinese                        |
| 10 | TV | Sherman Cárdenas                 | 7 tháng 8, 1989 (19 tuổi)  | 2    | 0   | Bucaramanga                    |
| 9  | TĐ | Leonardo Castro                  | 12 tháng 5, 1989 (19 tuổi) | 2    | 0   | Club Deportivo Los Millonarios |
| 7  | TĐ | Cristian Nazarit                 | 13 tháng 8, 1990 (18 tuổi) | 3    | 0   | Club Santa Fe                  |
| 19 | TĐ | Cristian Mejía                   | 27 tháng 1, 1990 (18 tuổi) | 1    | 0   | Deportes Tolima                |
| 14 | TĐ | Marco Pérez                      | 19 tháng 9, 1990 (18 tuổi) | 3    | 2   | Chicó                          |

## Ecuador
Huấn luyện viên: Julio César Rosero 
| Số | VT | Cầu thủ                | Ngày sinh (tuổi)            | Trận | Bàn | Câu lạc bộ               |
| -- | -- | ---------------------- | --------------------------- | ---- | --- | ------------------------ |
| 1  | TM | Manuel Mendoza         | 11 tháng 1, 1989 (20 tuổi)  | ?    | ?   | LDU Portoviejo           |
| 2  | HV | Wilson Folleco         | 4 tháng 9, 1989 (19 tuổi)   | ?    | ?   | Imbabura                 |
| 3  | HV | Deison Méndez          | 27 tháng 10, 1990 (18 tuổi) | ?    | ?   | LDU Quito                |
| 4  | HV | Roberto Michael Castro | 15 tháng 7, 1989 (19 tuổi)  | ?    | ?   | Deportivo Quito          |
| 5  | TV | Jefferson Pinto        | 27 tháng 3, 1990 (18 tuổi)  | ?    | ?   | Emelec                   |
| 6  | HV | Hamilton Chasi         | 12 tháng 2, 1990 (18 tuổi)  | ?    | ?   | Deportivo Cuenca         |
| 7  | TV | Jefferson Montero      | 1 tháng 9, 1989 (19 tuổi)   | ?    | ?   | Dorados de Sinaloa       |
| 8  | TV | Israel Chango          | 16 tháng 1, 1989 (20 tuổi)  | ?    | ?   | LDU Quito                |
| 9  | TĐ | Marlon de Jesús        | 4 tháng 9, 1991 (17 tuổi)   | ?    | ?   | El Nacional              |
| 10 | TV | Fidel Martínez         | 15 tháng 2, 1990 (18 tuổi)  | ?    | ?   | Cruzeiro                 |
| 11 | TĐ | Joao Rojas             | 14 tháng 6, 1989 (19 tuổi)  | ?    | 2   | Técnico Universitario    |
| 12 | TM | Jonathan Bonilla       | 14 tháng 11, 1989 (19 tuổi) | ?    | ?   | Rocafuerte               |
| 13 | TĐ | Juan Luis Anangonó     | 13 tháng 4, 1989 (19 tuổi)  | ?    | ?   | Barcelona                |
| 14 | HV | Harrinson Gómez        | 6 tháng 1, 1989 (20 tuổi)   | ?    | ?   | Rocafuerte               |
| 15 | HV | Juan Carlos Anangonó   | 29 tháng 3, 1989 (19 tuổi)  | ?    | ?   | El Nacional              |
| 16 | HV | Marcos Caicedo         | 10 tháng 11, 1991 (17 tuổi) | ?    | ?   | Emelec                   |
| 17 | TV | Steven Zamora          | 28 tháng 8, 1989 (19 tuổi)  | ?    | ?   | Deportivo Azogues        |
| 18 | HV | Mike Rodríguez         | 20 tháng 4, 1989 (19 tuổi)  | ?    | ?   | Barcelona                |
| 19 | TV | Fernando Guerrero      | 31 tháng 7, 1989 (19 tuổi)  | ?    | ?   | Independiente José Terán |
| 20 | TV | Fabricio Guevara       | 16 tháng 2, 1989 (19 tuổi)  | ?    | ?   | El Nacional              |

## Paraguay
Huấn luyện viên: Adrián Coria 

| Số | VT | Cầu thủ            | Ngày sinh (tuổi)            | Trận | Bàn | Câu lạc bộ           |
| -- | -- | ------------------ | --------------------------- | ---- | --- | -------------------- |
| 1  | TM | Joel Silva         | 13 tháng 1, 1989 (20 tuổi)  |      |     | Guaraní              |
| 2  | HV | Iván Piris         | 10 tháng 3, 1989 (19 tuổi)  |      |     | Cerro Porteño        |
| 3  | HV | Jonni Cabrera      | 14 tháng 6, 1989 (19 tuổi)  |      |     | Udinese              |
| 4  | HV | Diego Ayala        | 9 tháng 1, 1990 (19 tuổi)   |      |     | Libertad             |
| 5  | HV | Ronald Huth        | 30 tháng 8, 1989 (19 tuổi)  |      |     | Liverpool            |
| 6  | TV | Rodrigo Burgos     | 21 tháng 6, 1989 (19 tuổi)  |      |     | Cerro Porteño        |
| 7  | TV | Celso Ortiz        | 26 tháng 1, 1989 (19 tuổi)  |      |     | Cerro Porteño        |
| 8  | TV | Hernán Pérez       | 25 tháng 2, 1989 (19 tuổi)  |      |     | Libertad             |
| 9  | TĐ | Robin Ramírez      | 11 tháng 11, 1989 (19 tuổi) |      |     | Libertad             |
| 10 | TV | Nicolás Martínez   | 15 tháng 2, 1989 (19 tuổi)  |      |     | Olimpia              |
| 11 | TV | Gustavo Cristaldo  | 3 tháng 5, 1989 (19 tuổi)   |      |     | Libertad             |
| 12 | TM | Gerardo Ortiz      | 25 tháng 3, 1989 (19 tuổi)  |      |     | 3 de Febrero         |
| 13 | HV | Francisco Silva    | 18 tháng 10, 1990 (18 tuổi) |      |     | Libertad             |
| 14 | HV | Rolando García     | 10 tháng 2, 1990 (18 tuổi)  |      |     | 2 de Mayo            |
| 15 | HV | César Benítez      | 28 tháng 5, 1990 (18 tuổi)  |      |     | Cerro Porteño        |
| 16 | TV | Freddy Coronel     | 22 tháng 7, 1989 (19 tuổi)  |      |     | Libertad             |
| 17 | TV | Aldo Paniagua      | 12 tháng 7, 1989 (19 tuổi)  |      |     | General Caballero ZC |
| 18 | TĐ | Federico Santander | 4 tháng 6, 1989 (19 tuổi)   |      |     | Guaraní              |
| 19 | TĐ | Luis Páez          | 19 tháng 12, 1989 (19 tuổi) |      |     | Fátima               |
| 20 | TĐ | Jorge Sanabria     | 22 tháng 4, 1990 (18 tuổi)  |      |     | Sportivo Luqueño     |

## Peru
Huấn luyện viên: Héctor "Tito" Chumpitaz 
| #  | Name                | Pos | DOB      | Club                             |
| -- | ------------------- | --- | -------- | -------------------------------- |
| 1  | Éder Hermoza        | GK  | 04.04.90 | Alianza Lima                     |
| 2  | Aldo Corzo          | DF  | 20.05.89 | Alianza Lima                     |
| 3  | Manuel Calderón     | DF  | 28.01.90 | Universitario de Deportes        |
| 4  | Adrián Zela         | DF  | 20.03.89 | Coronel Bolognesi                |
| 5  | Néstor Duarte       | DF  | 08.09.90 | Universitario de Deportes        |
| 6  | Ernesto Salazar     | MF  | 19.09.90 | Alianza Lima                     |
| 7  | Reimond Manco       | FW  | 23.08.90 | PSV Eindhoven                    |
| 8  | José Luis Nuñez     | MF  | 25.07.89 | Universitario de Deportes        |
| 9  | Juan José Barros    | FW  | 24.06.89 | Coronel Bolognesi                |
| 10 | Anderson Cueto      | MF  | 24.05.89 | Lech Poznań                      |
| 11 | Luis Trujillo       | DF  | 27.12.90 | Alianza Lima                     |
| 12 | Julio Aliaga        | GK  | 26.07.89 | Sporting Cristal                 |
| 13 | Carlos Zambrano     | DF  | 10.07.89 | Schalke 04                       |
| 14 | Aurelio Saco Vértiz | DF  | 30.05.89 | Universidad San Martín de Porres |
| 15 | Daniel Sanchez      | MF  | 02.05.90 | Sporting Cristal                 |
| 16 | Luis Advíncula      | FW  | 02.03.90 | Juan Aurich                      |
| 17 | Manuel Tejada       | FW  | 18.01.89 | Sporting Cristal                 |
| 18 | Damián Ísmodes      | MF  | 10.03.89 | Racing Santander                 |
| 19 | Christian La Torre  | FW  | 09.03.90 | Sport Boys                       |
| 20 | Joel Sánchez        | MF  | 11.06.89 | Total Chalaco                    |

## Uruguay
Huấn luyện viên: Diego Aguirre 
| Số | Vt | Cầu thủ                | Ngày sinh (tuổi)            | Số trận | Câu lạc bộ        |
| -- | -- | ---------------------- | --------------------------- | ------- | ----------------- |
| 1  | TM | Nicola Pérez           | 5 tháng 2, 1990 (18 tuổi)   |         | Nacional          |
| 2  | HV | Robert Herrera         | 1 tháng 3, 1989 (19 tuổi)   |         | Defensor Sporting |
| 3  | HV | Marcelo Silva          | 21 tháng 3, 1989 (19 tuổi)  |         | Danubio           |
| 4  | HV | Adrián Gunino          | 3 tháng 2, 1989 (19 tuổi)   |         | Danubio           |
| 5  | TV | Facundo Píriz          | 27 tháng 3, 1990 (18 tuổi)  |         | Nacional          |
| 6  | HV | Leandro Cabrera        | 17 tháng 6, 1991 (17 tuổi)  |         | Defensor Sporting |
| 7  | HV | Matías Aguirregaray    | 1 tháng 4, 1989 (19 tuổi)   |         | Peñarol           |
| 8  | HV | Maximiliano Calzada    | 21 tháng 4, 1990 (18 tuổi)  |         | Nacional          |
| 9  | TĐ | Sebastián Charquero    | 21 tháng 2, 1989 (19 tuổi)  |         | Wanderers         |
| 10 | TV | Tabaré Viudez          | 8 tháng 9, 1989 (19 tuổi)   |         | Milan             |
| 11 | TĐ | Abel Hernández         | 8 tháng 8, 1990 (18 tuổi)   |         | Palermo           |
| 12 | TM | Martín Rodríguez       | 20 tháng 9, 1989 (19 tuổi)  |         | Wanderers         |
| 13 | TĐ | Maximiliano Córdoba    | 17 tháng 12, 1990 (18 tuổi) |         | Liverpool         |
| 14 | TV | Nicolás Lodeiro        | 11 tháng 1, 1989 (20 tuổi)  |         | Nacional          |
| 15 | TV | Mauricio Pereyra       | 15 tháng 3, 1990 (18 tuổi)  |         | Nacional          |
| 16 | HV | Sebastián Coates       | 7 tháng 10, 1990 (18 tuổi)  |         | Nacional          |
| 17 | TĐ | Jonathan Urretaviscaya | 19 tháng 3, 1990 (18 tuổi)  |         | Benfica           |
| 18 | TV | Agustín Peña           | 8 tháng 3, 1989 (19 tuổi)   |         | Wanderers         |
| 19 | HV | Diego Rodriguez        | 4 tháng 9, 1989 (19 tuổi)   |         | Defensor Sporting |
| 20 | TĐ | Santiago García        | 14 tháng 9, 1990 (18 tuổi)  |         | Nacional          |

## Venezuela
Huấn luyện viên: César Farías 
| #  | Name                  | Pos | DOB      | Club                  |
| -- | --------------------- | --- | -------- | --------------------- |
| 1  | Rafael Romo           | GK  | 25.02.90 | Llaneros              |
| 2  | Francisco Fajardo     | DF  | 08.07.90 | Aragua                |
| 3  | Carlos Salazar        | DF  | 15.05.89 | Aragua                |
| 4  | José Manuel Velázquez | DF  | 08.09.90 | Deportivo Anzoátegui  |
| 5  | Francisco Flores      | MF  | 30.04.90 | Guaros FC             |
| 6  | Guillermo Ramírez     | MF  | 10.11.89 | Caracas               |
| 7  | Yonathan Del Valle    | FW  | 28.05.90 | Deportivo Táchira     |
| 8  | José Mauricio Parra   | MF  | 06.02.90 | Deportivo Táchira     |
| 9  | José Salomón Rondón   | FW  | 16.09.89 | Las Palmas            |
| 10 | Louis Angelo Peña     | MF  | 25.12.89 | Estudiantes de Mérida |
| 11 | Carlos Fernandez      | MF  | 01.09.90 | Deportivo Anzoátegui  |
| 12 | Virgilio Piñero       | GK  | 30.04.89 | Guaros FC             |
| 13 | Pablo Camacho         | DF  | 12.12.90 | Deportivo Italia      |
| 14 | Oscar Rojas           | DF  | 16.01.90 | Portuguesa            |
| 15 | Henry Pernia          | DF  | 09.11.90 | Llaneros              |
| 16 | Juan Manuel Morales   | DF  | 29.07.89 | Tenerife              |
| 17 | Adrián Lezama         | FW  | 22.07.89 | Deportivo Anzoátegui  |
| 18 | Arquímedes Figuera    | FW  | 06.10.89 | Atlético Trujillo     |
| 19 | Carlos Varela         | MF  | 14.06.90 | Guaros FC             |
| 20 | Rafael Acosta         | MF  | 13.02.89 | Cagliari              |

Bản mẫu:Giải vô địch bóng đá trẻ Nam Mỹ